# Anthony Wilding
Anthony Frederick „Tony“ Wilding (* 31. Oktober 1883 in Christchurch, Neuseeland; † 9. Mai 1915 bei Neuve-Chapelle, Département Pas-de-Calais, Frankreich) war ein neuseeländischer Tennisspieler. Er gewann zwischen 1906 und 1914 mehrfach die Wimbledon Championships und die Meisterschaften von Australien und Neuseeland. Er war der Erste, der zwei verschiedene der vier großen Turniere, die heute Grand-Slam-Turniere genannt werden, gewinnen konnte.

## Leben

### Kindheit und Jugend in Neuseeland

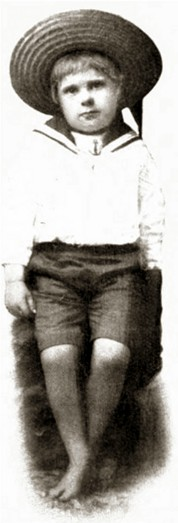
Wilding, mit 4 Jahren

Wilding wurde 1883 als zweiter Sohn des Anwalts Frederick Wilding und seiner Frau Julia Anthony in Opawa (heute Christchurch) geboren. Seine Eltern waren vier Jahre zuvor von Wales aus nach Neuseeland ausgewandert. Frederick Wilding war ein vielseitiger Sportler und unter anderem viermaliger neuseeländischer Tennismeister; von ihm erbte Anthony die Begeisterung für den Sport. Im Alter von 12 wurde er Kapitän der Fußballmannschaft seiner Schule. Nach Ende seiner Schulzeit besuchte er 1901 ein halbes Jahr lang das Canterbury College, um seine Kenntnisse in Latein und Mathematik zu verbessern. Anschließend begab er sich 1902 nach England, um an der Cambridge University ein Jurastudium zu beginnen. Während der sechswöchigen Schiffsreise an Bord der Delphic überstand er an Kap Hoorn einen schweren Sturm.

### Studium in England
Bevor er das Studium in Cambridge aufnahm, besuchte er eine Paukschule (cramming school) in Hunstanton, wo er sein erstes Tennisturnier der Freshmen gewann. Dort traf er auf Gordon Lowe, einen anderen Tennisspieler.

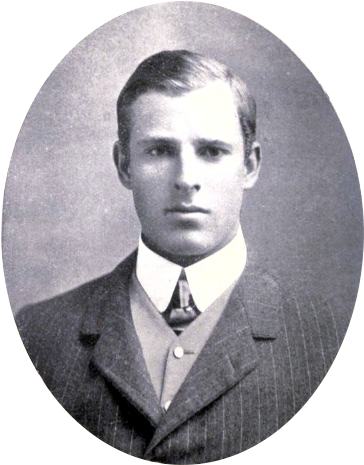
Wilding als Kapitän der Tennismannschaft der Cambridge University, 1905

Nachdem sich Wilding im Sommersemester in Cambridge auf Cricket konzentriert hatte, wandte er sich anschließend in erster Linie dem Tennis zu. Sein Spiel- und Doppelpartner in der Tennismannschaft von Cambridge war Kenneth Powell. Wilding, 1905 Kapitän der Mannschaft, nahm auch Einfluss auf die Organisation der Turniere und machte Tennis an der Universität dadurch attraktiver. So machte er Werbung für das prestigeträchtige Turnier zwischen den Mannschaften der Cambridge und der Oxford University, auch lud er ausländische Verein wie den Pariser Racing Club ein. Er selbst trainierte hart und verbesserte seine Kondition durch lange Läufe am Wochenende.
Im Sommer nahm Wilding an Tennisturnieren teil und gewann unter anderem die schottischen Meisterschaften in Moffat. 1903 besuchte er zum ersten Mal die Wimbledon Championships als Zuschauer und verfolgte ein Match von Harold Mahony. Ab dem folgenden Jahr nahm er selbst am Turnier teil, schied beim ersten Mal jedoch in der zweiten Runde gegen Mahony aus. 1905 spielte er im Davis Cup, bei dem die australasische Mannschaft gegen die USA ausschied.
Im Mai 1905 schloss er das Studium mit dem Bachelor of Arts ab und kehrte zunächst zu seinen Eltern nach Neuseeland zurück. Dort gewann er 1906 die Meisterschaften von Australasien, die in diesem Jahr in Christchurch abgehalten wurden.

### Tenniskarriere ab 1906
Nach dem Wunsch seiner Eltern sollte Wilding die Kanzlei seines Vaters (Messrs. Wilding & Acland) übernehmen. Zuvor musste er jedoch die Anwaltszulassung erhalten, die mit weiteren Prüfungen verbunden war. Wilding vereinbarte mit seinen Eltern, zunächst die Zulassung in England zu erreichen, um sich anschließend um die neuseeländische Zulassung zu bemühen; auch eine Karriere als Politiker war im Gespräch. So fuhr er nach einem kurzen Aufenthalt erneut nach England zurück, wo er im Frühjahr 1906 ankam.
Wilding tourte ab dieser Zeit über den gesamten europäischen Kontinent und spielte auf Turnieren in Städten wie Barcelona, Monte Carlo, Cannes, Homburg vor der Höhe, Wien und Budapest. Während er zunächst noch mit dem Zug unterwegs war, legte er bald die Reisen mit einem eigenen Motorrad zurück, für das er eine große Leidenschaft entwickelte. Im europäischen Winter kehrte er nach Neuseeland zurück und legte auf der Reise Zwischenstopps im südafrikanischen Johannesburg oder in Melbourne ein, um dort Turniere zu spielen. So war er einer der ersten Spieler, die weltweit Tennisturniere spielten. Lediglich 1909 legte er eine Pause vom Tenniszirkus ein und bereitete sich in Neuseeland auf die Prüfungen zur dortigen Anwaltszulassung vor.

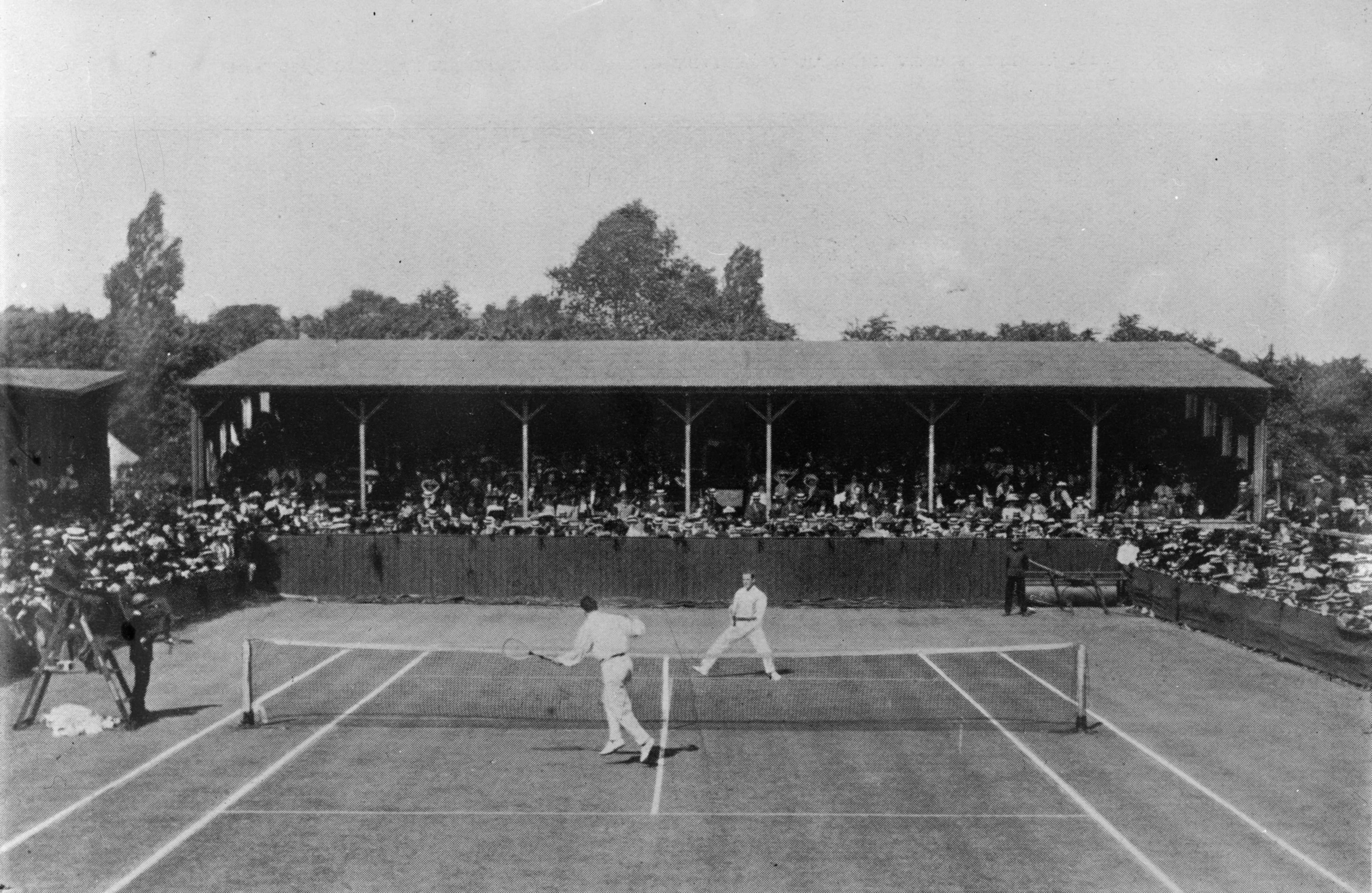
Wilding gegen Beals Wright, Wimbledon Championships 1910

Nachdem Wilding 1908 bereits den Doppelwettbewerb in Wimbledon gewinnen konnte, siegte er dort 1910 zum ersten Mal im Einzel. In der Challenge Round schlug er den Titelverteidiger Arthur Gore. Den Titel konnte er in den folgenden Jahren bis 1913 verteidigen. 1913 zog das Endspiel gegen den US-Amerikaner Maurice McLoughlin mehr als 7.000 Zuschauer auf das Gelände der Wimbledon Championships. Als Grundlage von Wildings Erfolg wurde seine sowohl physische als auch psychische Stabilität genannt. Bei den Olympischen Spielen 1912 in Stockholm errang er die Bronzemedaille im Einzel-Hallenwettbewerb. Er unterlag zunächst Charles Dixon im Halbfinale und setzte sich dann im Spiel um Platz 3 gegen Gordon Lowe durch.
1914 verlor er überraschend die Challenge Round in Wimbledon gegen den australischen Herausforderer Norman Brookes. Als Gründe wurden angeführt, dass sich Wilding nicht mehr vollkommen auf das Tennis konzentrierte, und seinen Gegner, den er noch im Frühjahr bei zwei Gelegenheiten leicht besiegt hatte, unterschätzte.
Mit der Mannschaft von Australien und Neuseeland konnte Wilding von 1907 bis 1909 durchgehend den Davis Cup gewinnen. Danach konnte er aufgrund geschäftlicher Verpflichtungen erst wieder 1914 an der „International Lawn Tennis Challenge“, wie der Davis Cup zu der Zeit noch hieß, teilnehmen. Dort trafen die Mannschaften von Australasien und Deutschland Ende Juli des Jahres, kurz vor Ausbruch des Ersten Weltkriegs, im amerikanischen Pittsburgh aufeinander. Nachdem die beiden deutschen Spieler Otto Froitzheim und Oscar Kreuzer sich mit dem deutschen Konsul abgesprochen hatten, konnte das Spiel stattfinden, und Australasien gewann 5:0. Die beiden deutschen Teilnehmer wurden auf ihrer Schiffsreise zurück nach Deutschland im August von einem englischen Kriegsschiff gestellt und in England inhaftiert. Im Finale besiegten Brookes und Wilding die Mannschaft der USA in New York mit 3:2. Wilding hält unter anderem zwei bedeutende Allzeitrekorde im Tennis. So gewann er im Jahr 1906 23 Titel in einer Saison und hält neben Rod Laver den Rekord für die meisten Outdoor-Titel (114). Neben Tilden gewann er 19 Turniere in Folge, weitere Bestmarken sind seine 22 Sandplatz-Titel in Folge sowie 120 Siege in Serie auf Sand. In seiner Karriere gewann er 91,8 % seiner Spiele (636:57), dazu gewann Wilding 96 % seiner Spiele auf Sand und 92,5 % auf Outdoor-Plätzen, das sind jeweils die höchsten Siegquoten in der Tennisgeschichte, wenn auch nur bedingt mit dem modernen Tennis vergleichbar.

### Als Geschäftsmann

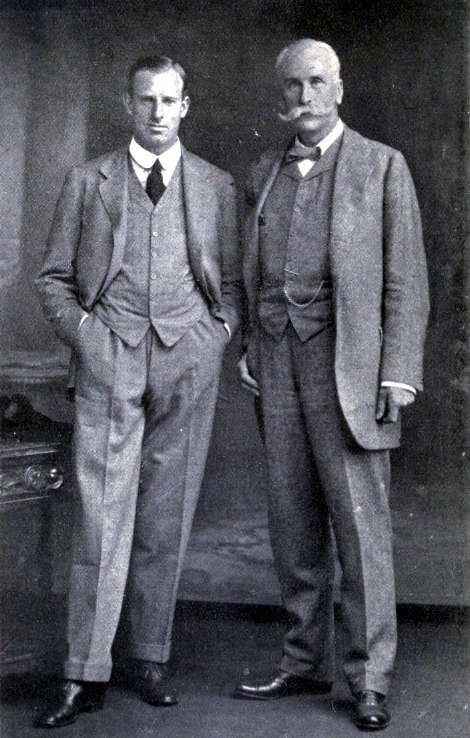
Wilding, mit C. T. Craig

Nach seinem Sieg bei den Wimbledon Championships 1911 nahm Wilding einen Posten in der Firma Henderson, Craig & Co. die mit Zellstoff als Grundlage für die Papierherstellung handelte, an. Wilding wollte dadurch sicherstellen, dass er nicht nach Neuseeland zurückkehren musste, um dort als Anwalt zu arbeiten. Außerdem konnte er sich so ein Vermögen ansparen, was es ihm ermöglichen würde, zu heiraten. Der Besitzer, C. T. Craig, war der Vater eines Studienkollegen von Wilding, Archibald Craig. In der Folgezeit schraubte er sein Engagement für Tennis zurück, nahm jedoch in reduziertem Umfang weiterhin an Turnieren teil. Für die Firma unternahm er häufige Geschäftsreisen nach Skandinavien. Nach dem Wimbledon Championships 1912 wollte er sich ganz aus dem Tenniszirkus zurückziehen, verwarf diese Idee aber wenig später wieder.
Wilding, der sich nie für eine Schreibtischtätigkeit begeistern konnte, verließ im September 1913 im Streit mit C. T. Craig die Firma; über Reader Harris, ein Mitglied des Londoner Queen’s Club, erhielt er einen Posten bei der Reifenfirma Victor Tyres Company.

### Weitere Interessen

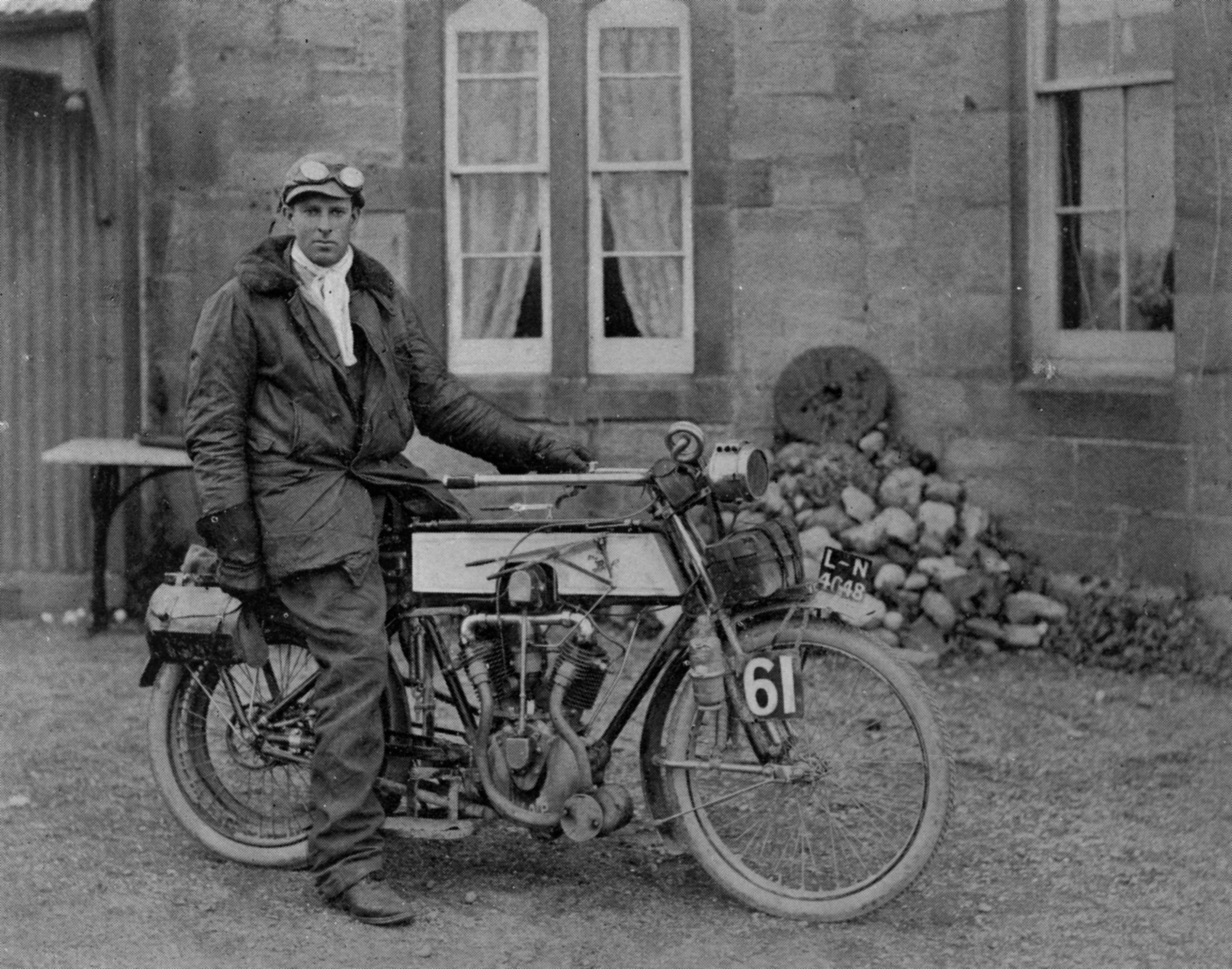
Mit seinem Motorrad, England, 1908

Wilding war ein leidenschaftlicher Motorradfahrer. 1908 durchquerte er die britische Insel und fuhr vom Land’s End in Wales bis zum schottischen John o’ Groats. Während seines Aufenthalts in Neuseeland 1909 eröffnete er eine Motorradwerkstatt und unternahm lange Touren über die Insel. 1910 fuhr er an einem Tag von Evian knapp 500 km bis nach Paris, sowie im Herbst von London zum Genfersee und zurück. Im Winter 1910/11 unternahm er eine Fahrt von London nach Istanbul, zusammen mit seinem Freund, dem australischen Tennisspieler Eric Pockley im Sozius. Die beiden mussten jedoch nach 3.200 km im serbischen Niš aufgeben, nachdem das Motorrad vielfach beschädigt war und der Straßenzustand sich zudem stark verschlechtert hatte.

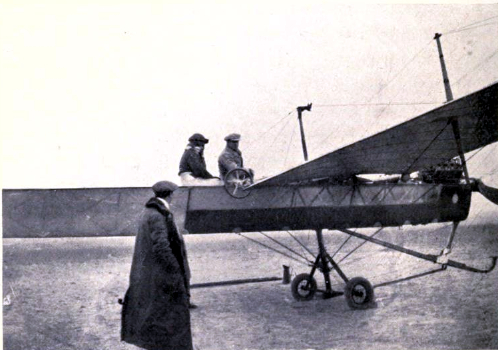
Bei seinem ersten Flug, 1910

1910 absolvierte Wilding seinen ersten Flug während eines Aufenthalts im französischen Reims. Er hatte zuvor den Besitzer des Flugzeugherstellers Société Antoinette kennengelernt, der ihn auf einen Rundflug mit einem Fluglehrer einlud.
Wilding war darüber hinaus gut mit Arthur Balfour, dem britischen Politiker und Premierminister von 1902 bis 1905, befreundet, mit dem er auch bei Turnieren (bspw. in Nizza 1914) im Doppel antrat.

### Erster Weltkrieg und Tod
Nach Ausbruch des Ersten Weltkriegs meldete sich Wilding als Freiwilliger. Durch seine Erfahrung mit Autos und Motorrädern wurde er kurz nach seiner Ankunft in Nordfrankreich im Oktober 1914 in einer motorisierten Aufklärungseinheit eingesetzt. Wenig später wurde Wilding in eine neugebildete Marinefliegereinheit versetzt; dort flog er jedoch nur selten und fuhr meist mit gepanzerten Wagen.

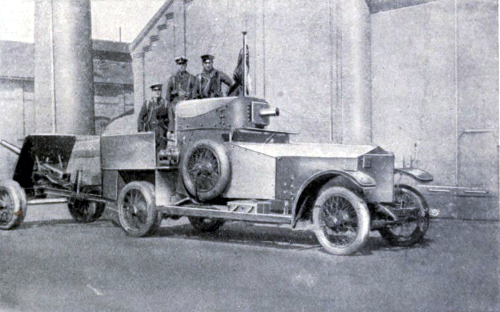
Im Rolls-Royce-Panzerwagen, Dünkirchen, April 1915

Im Februar 1915 wurde die Fliegereinheit, ohne die Fahrzeuge, im Zuge der Schlacht von Gallipoli an die Dardanellen verlegt. Wilding selbst verbrachte eine Woche Fronturlaub in London und erhielt nach seiner Rückkehr nach Frankreich den Befehl über eine motorisierte Einheit mit drei Rolls-Royce-Panzerwagen und drei Haubitzen.
Um den 26. April 1915 begab sich seine Einheit zusammen mit Soldaten der British Indian Army nach Ypern, wo wenige Tage zuvor die deutsche Armee eine Großoffensive (Zweite Flandernschlacht) gestartet hatte. Wildings Einheit blieb zunächst etwa vier Kilometer von der Ortschaft entfernt stationiert. Am 2. Mai wurde er zum Hauptmann befördert. Am 9. Mai um 16:45 Uhr, dem ersten Tag der Lorettoschlacht, wurde der Unterstand, in dem sich Wilding zu diesem Zeitpunkt aufhielt, von einer Artilleriegranate getroffen und Wilding getötet.
Wilding wurde zunächst in der Nähe von Neuve-Chapelle begraben; nach dem Krieg wurde sein Grab auf einen Soldatenfriedhof bei Richebourg-l'Avoué umgebettet.
1976 wurde er in die International Tennis Hall of Fame aufgenommen.

## Titel (Auswahl)
| Legende                 |
| Grand Slam (7)          |
| Weltmeisterschaften (3) |
| Sonstige Turniere       |

### Einzel
| Nr. | Jahr | Turnier                           | Finalgegner           | Ergebnis                   |
| --- | ---- | --------------------------------- | --------------------- | -------------------------- |
| 1.  | 1906 | Australasian Championships (1)    | Francis Fisher        | 6:0, 6:4, 6:4              |
| 2.  | 1909 | Australasian Championships (2)    | Ernie Parker          | 6:1, 7:5, 6:2              |
| 3.  | 1910 | Wimbledon Championships (1)       | Arthur Gore           | 6:4, 7:5, 4:6, 6:2         |
| 4.  | 1911 | Wimbledon Championships (2)       | Herbert Roper Barrett | 6:4, 4:6, 2:6, 6:2, aufgg. |
| 5.  | 1912 | Wimbledon Championships (3)       | Arthur Gore           | 6:4, 6:4, 4:6, 6:4         |
| 6.  | 1913 | Hartplatz-Weltmeisterschaften (1) | André Gobert          | 6:3, 6:3, 1:6, 6:4         |
| 7.  | 1913 | Wimbledon Championships (4)       | Maurice McLoughlin    | 8:6, 6:3, 10:8             |
| 8.  | 1913 | Tennis-Hallenweltmeisterschaften  | Maurice Germot        | 5:7, 6:2, 6:3, 6:1         |
| 9.  | 1914 | Hartplatz-Weltmeisterschaften (2) | Ludwig von Salm       | 6:0, 6.2, 6:4              |

### Doppel
| Nr. | Jahr | Turnier                     | Partner        | Finalgegner                            | Ergebnis                |
| --- | ---- | --------------------------- | -------------- | -------------------------------------- | ----------------------- |
| 1.  | 1906 | Australasian Championships  | Rodney Heath   | Harry Alabaster Parker Cecil Cleve Cox | 6:2, 6:4, 6:2           |
| 2.  | 1907 | Wimbledon Championships (1) | Norman Brookes | Beals Wright Karl Howell Behr          | 6:4, 6:4, 6:2           |
| 3.  | 1908 | Wimbledon Championships (2) | Josiah Ritchie | Arthur Gore Herbert Roper Barrett      | 6:1, 6:2, 1:6, 1:6, 9:7 |
| 4.  | 1910 | Wimbledon Championships (3) | Josiah Ritchie | Arthur Gore Herbert Roper Barrett      | 6:1, 6:1, 6:2           |
| 5.  | 1914 | Wimbledon Championships (4) | Norman Brookes | Herbert Roper Barrett Charles Dixon    | 6:1, 6:1, 5:7, 8:6      |

## Werke
- Anthony F Wilding: On the Court and Off. Palala Press, 2016, ISBN 978-1-355-72668-5 (archive.org).